# 25-та дивізія протиповітряної оборони (РФ)
26-га дивізія ППО — з'єднання сил ППО в складі 11-ї армії ВПС і ППО Східного військового округу Росії. Частини дивізії базуються на Далекому Сході.

## Структура
До складу дивізії входять:
- 1529-й зенітний ракетний полк (в/ч 16802), місто Хабаровськ.
- 1530-й зенітний ракетний полк (в/ч 31458), місто Комсомольськ-на-Амурі.
- 1724-й зенітний ракетний полк (в/ч 22459), місто Біробіджан.
- 343-й радіотехнічний полк (в/ч 30593), Хабаровськ.
- 39-й радіотехнічний полк (в/ч 21527), село Хомутово Сахалінської області.